# AEL Kallonis
AEL Kalloni , znan tudi kot Kalloni, AEL Kallonis ali s polnim imenom AEL Kallonis FC,  je grški nogometni klub z otoka Lesbos, ki igra v grški prvi ligi.

## Trenutna postava 2014
| Št. | Država    | Položaj | Igralec                                   |
| --- | --------- | ------- | ----------------------------------------- |
| 1   | Grčija    | GK      | Giannis Siderakis                         |
| 4   | Grčija    | MF      | Spyros Fourlanos (posojen iz Club Brugge) |
| 6   | Grčija    | MF      | Michalis Kripintiris (captain)            |
| 7   | Grčija    | MF      | Nikos Galas                               |
| 9   | Grčija    | FW      | Giorgos Manousos (kapetan)                |
| 10  | Brazilija | MF      | Leozinho                                  |
| 11  | Grčija    | FW      | Andreas Dambos                            |
| 12  | Grčija    | MF      | Giorgos Chorianopoulos                    |
| 13  | Grčija    | FW      | Vlasis Kazakis                            |
| 14  | Grčija    | DF      | Anestis Anastasiadis                      |
| 15  | Španija   | DF      | Raúl Llorente                             |
| 16  | Španija   | MF      | Jonan García                              |
| 17  | Malta     | GK      | Andrew Hogg                               |
| 19  | Albanija  | MF      | Emilio Kishta                             |
| 20  | Argentina | FW      | Emanuel Perrone (kapetan)                 |
| 21  | Grčija    | MF      | Dimitris Vlastellis                       |
| 22  | Grčija    | MF      | Charalambos Siligardakis                  |

| Št. |                              | Položaj | Igralec                                |
| --- | ---------------------------- | ------- | -------------------------------------- |
| 24  | Senegal                      | MF      | Paul Keita                             |
| 25  | Brazilija                    | MF      | Marcelo Goianira (kapetan)             |
| 26  | Grčija                       | MF      | Rafail Gioukaris                       |
| 27  | Grčija                       | MF      | Nikos Kaltsas                          |
| 28  | Ciper                        | FW      | Theodosis Kyprou                       |
| 29  | Grčija                       | GK      | Lefteris Mappas                        |
| 32  | Portugalska                  | MF      | Hugo Faria                             |
| 33  | Češka                        | MF      | Jakub Podaný (posojen iy Sparta Praha) |
| 47  | Francija                     | FW      | Guy Gnabouyou                          |
| 50  | Demokratična republika Kongo | DF      | Gabriel Zakuani                        |
| 55  | Grčija                       | DF      | Stratis Vallios                        |
| 70  | Grčija                       | MF      | Zisis–Aggelos Naoum                    |
| 87  | Francija                     | DF      | Maxime Josse                           |
| 94  | Grčija                       | DF      | Kyriakos Evaggelidakis                 |
| 95  | Grčija                       | DF      | Aggelos Giazitzoglou                   |
| 99  | Grčija                       | FW      | Anestis Agritis                        |

### Na posoji
| Št. | Država   | Položaj | Igralec                            |
| --- | -------- | ------- | ---------------------------------- |
| —   | Grčija   | MF      | Nikos Kalfas (v klubu Kymi)        |
| —   | Albanija | MF      | Xhonatan Muça (v klubu Vataniakos) |

| Št. |        | Položaj | Igralec                         |
| --- | ------ | ------- | ------------------------------- |
| —   | Grčija | FW      | Dimitris Bourous (v klubu Kymi) |

### Trenutna postava U20 team
Datum: January 30, 2014
| Št. | Država   | Položaj | Igralec                 |
| --- | -------- | ------- | ----------------------- |
| —   | Grčija   | GK      | Konstantinos Papadellis |
| —   | Grčija   | GK      | Fotis Papazoglou        |
| —   | Albanija | DF      | Roberto Braculla        |
| —   | Grčija   | DF      | Kyriakos Evaggelidakis  |
| —   | Grčija   | DF      | Antonis Giazitzoglou    |
| —   | Grčija   | DF      | Giorgos Kakogiannis     |
| —   | Grčija   | DF      | Nikos Karaklas          |
| —   | Grčija   | DF      | Giorgos Magganas        |
| —   | Grčija   | DF      | Spyros Piperas          |
| —   | Grčija   | MF      | Giorgos Agrimakis       |
| —   | Grčija   | MF      | Stratis Chatziklidaras  |
| —   | Grčija   | MF      | Nikos Fokianos          |
| —   | Grčija   | MF      | Nikos Giakalis          |
| —   | Grčija   | MF      | Giorgos Giovanis        |
| —   | Grčija   | MF      | Dimitris Gkialis        |

| Št. |          | Položaj | Igralec               |
| --- | -------- | ------- | --------------------- |
| —   | Grčija   | MF      | Apostolos Ioannidis   |
| —   | Grčija   | MF      | Giannis Karambas      |
| —   | Albanija | MF      | Emilio Kishta         |
| —   | Grčija   | MF      | Patroklos Krotsidas   |
| —   | Grčija   | MF      | Michalis Tremoulas    |
| —   | Grčija   | MF      | Lambros Triantafyllou |
| —   | Grčija   | MF      | Akis Tsakiris         |
| —   | Grčija   | MF      | Iraklis Zagoudis      |
| —   | Grčija   | FW      | Giannis Giorgou       |
| —   | Grčija   | FW      | Efthimis Gkamagkas    |
| —   | Grčija   | FW      | Stratis Kavvadas      |
| —   | Grčija   | FW      | Akis Lambrakis        |
| —   | Grčija   | FW      | Giorgos Sofianis      |
| —   | Grčija   | FW      | Lambros Zoannou       |

#### Trenutna postava U17 team
Datum: January 30, 2014
| Št. | Država   | Položaj | Igralec                        |
| --- | -------- | ------- | ------------------------------ |
| —   | Grčija   | GK      | Pantelis Alexiou               |
| —   | Grčija   | GK      | Fotis Papazoglou               |
| —   | Grčija   | GK      | Panagiotis Selachas–Efstathiou |
| —   | Grčija   | DF      | Thanasis Boulboulis            |
| —   | Grčija   | DF      | Konstantinos Giannakoudakis    |
| —   | Grčija   | DF      | Fotis Fotellis                 |
| —   | Grčija   | DF      | Antonis Karagiorgis            |
| —   | Grčija   | DF      | Dimitris Leventellis           |
| —   | Grčija   | DF      | Thodoris Papazoglou            |
| —   | Grčija   | DF      | Anastasios Thomaidis           |
| —   | Grčija   | DF      | Charalambos Vaggelakis         |
| —   | Grčija   | MF      | Charalambos Drakos             |
| —   | Grčija   | MF      | Antonis Giazitzoglou           |
| —   | Albanija | MF      | Eroli Hamzallari               |
| —   | Grčija   | MF      | Dimitris Keramidas             |

| Št. |          | Položaj | Igralec            |
| --- | -------- | ------- | ------------------ |
| —   | Grčija   | MF      | Giorgos Kritikos   |
| —   | Grčija   | MF      | Giannis Piperas    |
| —   | Grčija   | MF      | Michalis Samiotis  |
| —   | Grčija   | MF      | Apostolos Tiniakos |
| —   | Grčija   | MF      | Andreas Veletakis  |
| —   | Grčija   | MF      | Grigoris Xynos     |
| —   | Grčija   | FW      | Nikos Kyriakou     |
| —   | Grčija   | FW      | Giorgos Mertzanis  |
| —   | Grčija   | FW      | Vagellis Niros     |
| —   | Grčija   | FW      | Fotis Poniros      |
| —   | Albanija | FW      | Klaus Sefullaj     |
| —   | Grčija   | FW      | Stratis Voulgaris  |
| —   | Grčija   | FW      | Giorgos Vourlis    |
| —   | Grčija   | FW      | Giorgos Xydas      |

1. ↑  http://it.soccerway.com/teams/greece/ael-kallonis/16860/